# Джордж Томас
 Джордж Вашингтон Томас молодший (нар. 1885, Арканзас — помер, за різними джерелами, в березні 1930 року в Чикаго, Іллінойс або в 1936 Вашингтон, округ Колумбія) був американським блюзовим і джазовим піаністом і композитором .
Народився в родині Джорджа В. Томаса старшого і Фанні Бредлі недалеко від міста Дельта в Пайн-Блафф, штат Арканзас. Згодом Джордж Томас і його сім'я переїхала до Х'юстону, штат Техас. Поєднання дельта блюзу, джазу і госпелі, що оточували юнака в Арканзасі, справило незабутнє враження на нього і Томас починає навчатися гри на піаніно, а блюз і джаз в стилі Barrelhouse східного Техасу вплинув на його музику.
Томас був засновником важливого блюзового клану Техасу, який включав його дочку Госіель Томас, його брата і сестру Бойлу «Sippie» Воллес і Нерсала Томаса, а також Берніса Едвардса. Джордж Томас був помітним композитором (новорлеанського Hop Scop та Muscle Shoals блюзу серед іншого), який деякий час співпрацював з Клеренсом Вільямсом .
Вільямс відносив походження бугі-вугі до фортепіанного стилю Джорджа. Томас був, звичайно, серед найраніших важливих предтеч. «New Orleans Hop Scop Blues», опублікована в 1916 році, визнається як перший дванадцяти-тактовий блюз, записаний з контрабасом в стилі бугі-вугі. З братом Гераслом, він також написав «The Fives» в 1921 році, класику, яку пізніше виконали багато піаністів.
У 1923 вийшла грамофонна платівка, з його записом «The Rocks» (у титрах як Клей Кастер), де в його соло міститься перший «walking bass», в акомпанементі Тіні Франкліна. Також він зробив один запис під своїм ім'ям, з його джазовим гуртом «Muscle Shoals Devils».